# Зла страна (Горно Средоречие)
Зла страна (на македонска литературна норма: Зла страна) е праисторическо селище от Новокаменната епоха (неолита) край охридското село Горно Средоречие.

## Местоположение
Намира се на 500 m североизточно от селото на благ склон.

## Описание
Селището заема площ от 3800 m2. Датира от Ранната новокаменна епоха. В 1988 година Институтът и музей в Охрид извършива малки археологически проучвания.
На 20 януари 2009 година Зла страна е обявена за защитен паметник.